# Bob Lazar
Robert Scott Lazar (Coral Gables, 26 de janeiro de 1959), também conhecido por Bob Lazar, é um físico norte-americano que se notabilizou pela polêmica causada nas discussões sobre OVNIs acerca da Área 51. Lazar alega ter trabalhado de 1988 a 1989 como físico em uma área chamada S-4, localizada perto de Groom Lake, Nevada, próximo à Área 51. De acordo com Lazar, S-4 servia como um esconderijo militar para o estudo de discos voadores extraterrestres. O físico afirma ter visto nove discos diferentes lá. Também fornece detalhes sobre o modo de propulsão das naves.
Não há relatos com mais profundidade no assunto pois a CIA e o Exército Estadunidense não permite tal exposição.

## História
Bob Lazar diz ter sido inicialmente introduzido ao trabalho na S-4 pelo Dr. Edward Teller. Sua tarefa consistia na investigação científica do sistema de propulsão de uma das nove aeronaves discoides. Em seu testemunho gravado, Lazar recorda-se que quando ele viu os discos pela primeira vez concluiu que eram aeronaves terrestres secretas das quais os voos de teste deveriam ter sido responsáveis por muitos alertas de OVNIs. Gradualmente, em um exame mais minucioso, Lazar concluiu que os discos eram de origem extraterrestre. Durante entrevistas para a rede de televisão FLAS-TV de Las Vegas, em 1989, Lazar explicou como esta impressão o atingiu inicialmente depois que ele embarcou na nave sob investigação e examinou seu interior.
Para a propulsão desses veículos espaciais, Bob Lazar explica como o elemento atômico 115, denominado  cientificamente como Moscóvio, serviria de combustível nuclear. Em sua experiência, o elemento 115 providenciou uma fonte de energia que produziria antigravidade sob um bombardeamento particular.
Como o intenso campo de força nuclear do elemento 115 seria adequadamente amplificado, o efeito resultante seria a distorção do campo gravitacional circundante. Um veículo produzindo tal distorção poderia alterar sua própria relação com o espaço ao seu redor - permitindo-o encurtar dramaticamente a distância entre ele próprio e um destino mapeado.
Lazar atribuiu a falta do elemento 115 na Terra ao fato da supernova na região terrestre da galáxia ter sido insuficientemente massiva para produzir núcleos dessa densidade. Ele postula que outras partes do universo poderiam ser ricas neste elemento.
Em 2004 um time de cientistas russos e americanos teve sucesso na produção do elemento 115 como um isótopo instável, confirmando a existência de tal átomo. Em 1989, Lazar indicou que estoques do desconhecido elemento 115 devem ter sido um presente de uma civilização extraterrestre para ser usado como combustível em nossos próprios veículos.
Em novembro de 1989, Lazar apareceu em uma entrevista especial com o repórter investigativo George Knapp na estação de televisão KLAS de Las Vegas, para falar sobre os vários aspectos e implicações de seu trabalho em S-4. De
acordo com certas organizações de investigação de OVNIs - das quais o Disclosure Project é o mais bem conhecido - os experimentos com propulsão antigravitacional e engenharia reversa de espaçonaves extraterrestres estão certamente sendo executados em projetos militares secretos. O Tenente-Coronel Philip J. Corso (1915-1998) é considerado por ser o primeiro e mais importante diretor em tais operações.

## Ocupações atuais

### United Nuclear
Bob Lazar administra uma companhia de suprimentos científicos com base em Albuquerque, Novo México, chamada United Nuclear. United Nuclear vende uma grande variedade de materiais incluindo minérios radioativos, ímãs poderosos, curiosidades científicas como o aerogel e uma série de químicos. A empresa alega ter "mais de 250.000 clientes satisfeitos" incluindo escolas e cientistas amadores.
O site da empresa também faz propaganda de um kit protótipo que adapta veículos normais de estrada ao combustível de hidrogênio. A United Nuclear diz que os kits estão sendo segurados devido às ações da Comissão de Segurança do Consumidor e do Produto.
Uma reportagem de 2006 na Wired Magazine afirma que Lazar e sua esposa e agente de negócios Joy White foram presos em junho de 2003 por vender produtos químicos que poderiam ser utilizados na fabricação de fogos de artifícios. O casal foi acusado em 2006 por graves violações ao Ato Federal de substâncias Perigosas.

### Desert Blast
Lazar e Gene Huff também administram a Desert Blast, um festival anual de "explosivos" no Deserto de Nevada. Tendo começado em 1987 (mas nomeada oficialmente em 1991, inspirada pela Operação Tempestade do Deserto — Desert Storm — da Guerra do Golfo), o festival apresenta explosivos caseiros, foguetes e outras pirotecnias com a intenção de enfatizar a parte divertida da Física.

## Críticas
- As indicações de Lazar tem sido criticadas como infundadas. Seu verdadeiro conhecimento sobre ciência tem sido questionado. O físico David. L Morgan, por exemplo, critica como "em nenhuma ocasião o Sr. Lazar reconhece que seu cenário viola as leis da física como as conhecemos, e em nenhuma ocasião ele oferece algum indício de novas teorias que fariam seu mecanismo possível.[10]
- Algum ceticismo científico sobre o relatório de Lazar se baseia no fato de que enquanto o elemento 115 ocorre em uma escala numérica atômica para maior estabilidade, experimentos terrestres para produzi-lo indicam uma meia-vida da ordem de segundos e não anos. Lazar contra-argumenta que um isótopo obtido somente sob formações estelares distantes pode ser mais estável do que um resultante da colisão de elementos estáveis através de meios convencionais. Lazar enfatiza que a física nuclear está evoluindo rapidamente e que os cientistas logo estarão capacitados para produzir isótopos estáveis daquele elemento  oficialmente.[11]
- Lazar diz ter graus avançados do Instituto Tecnológico de Massachusetts e do Instituto de Tecnologia da California. Entretanto, de acordo com investigações, seu nome não aparece no registro de alunos de ambas as instituições. O livro de registros sequer contem fotos de identificação ou outras referências a Bob Lazar. Lazar alega que isto é resultado de uma intervenção do governo para apagar sua identidade passada.[2]
- Em seu website comercial United Nuclear, Lazar escreve na sessão about que "tinha anteriormente trabalhado no Laboratório Nacional Los Alamos (especificamente nas instalações Meson Phisics, envolvido com experimentos utilizando o Acelerador de Partículas Linear de meia-milha de comprimento"[12] Os  críticos argumentam que o Laboratório Nuclear de Los Alamos não poderia apoiar essa alegação: o laboratório experimental negou inclusive ter empregado Lazar. O repórter investigativo George Knapp encontrou o nome de Lazar no livro de telefones do laboratório, indicando que Lazar realmente trabalhou lá como técnico. Entretanto, a lista possuía números de telefone de funcionários e também de terceiros, onde Stanton Friedman alega que Lazar trabalhou como técnico para Kirk Meyer, um fornecedor externo ao laboratório.[13]
- Stanton T. Friedman, um físico e pesquisador de OVNIs, concentra-se principalmente na discrepância da educação de Lazar. Friedman afirma que a transcrição da Escola Secundária de Lazar mostra que ele terminou "em antepenúltimo lugar na sua classe", tornando-o um candidato improvável para o MIT. Friedman também cita evidências de que Lazar estava registrado no Los Angeles Pierce College ao mesmo tempo em que alega estar trabalhando em seu grau do MIT. Entretanto, a distância entre as escolas é de mais de 4000 quilômetros.[14]